# 캐런 나이버그
캐런 루진 나이버그(영어: Karen LuJean Nyberg, 1969년 10월 7일 ~ )는 미국의 기계공학자 겸 NASA 우주비행사이다. 2008년과 2013년 두 차례 우주를 갔다 온 뒤 은퇴하였다. 남편은 마찬가지로 우주비행사인 더그 헐리이다.